# 津輕中里站

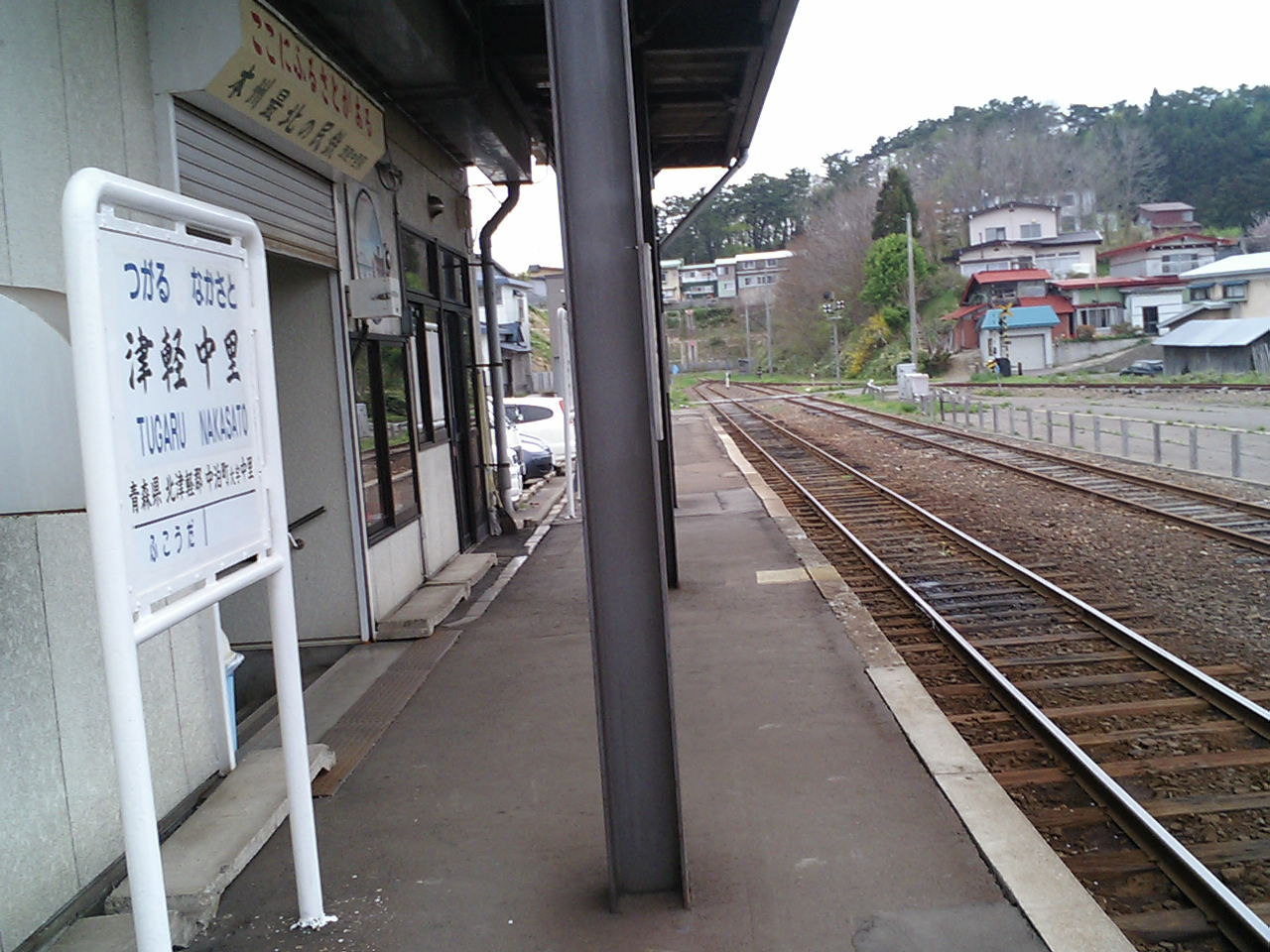
月台

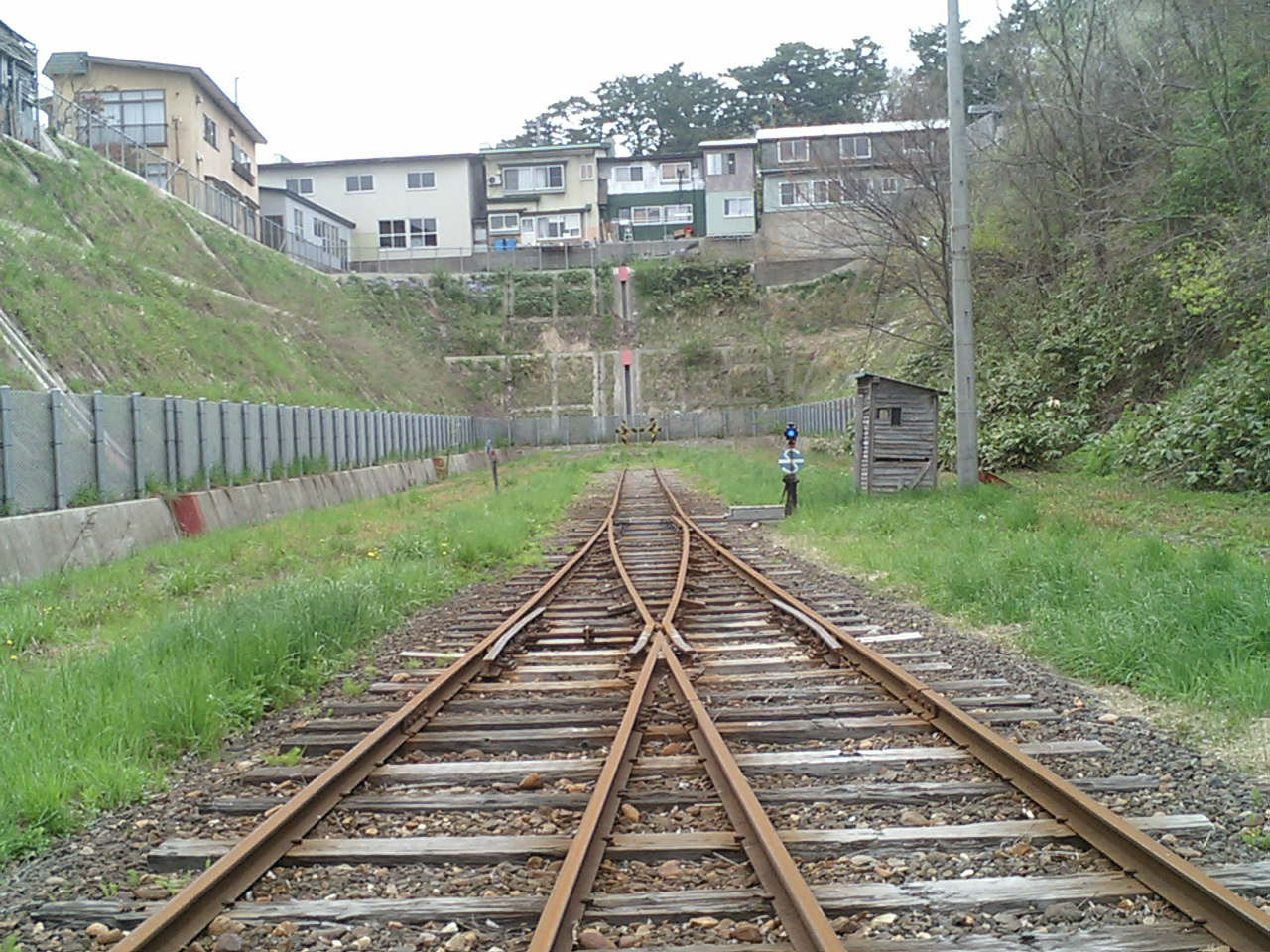
津輕鐵道線終端

津輕中里站（日语：／ Tsugaru-Nakasato eki */?）是位於青森縣北津輕郡中泊町大字中里字龜山，津輕鐵道的津輕鐵道線車站（終點站）。在1978年的松竹電影在此站取景。

## 歷史
- 1930年（昭和5年）11月13日：車站啟用[1]。
- 2005年（平成17年）11月1日：金木至津輕中里之間隨著改為電氣路籤化，此站沒有夜間列車停泊，同時變為委託車站。
- 2007年（平成19年）10月25日至11月30日：隨著橋樑老化而進行補修工程，列車只行駛至大澤內站，此站暫停服務。當時安排了代行巴士行走於大澤內站與此站之間。
- 2012年（平成24年）4月30日：岡山縣的舊片上鐵道（日语：同和鉱業片上鉄道）吉原站（日语：吉ヶ原駅）貓站長「Kotra（日语：コトラ）」到訪此站，在下午1時至3時擔任一般站長[2]。
- 2017年（平成29年）5月21日：在「津輕鐵道支持者俱樂部」支持下把轉車盤復活，進行了復活紀念典禮[3]。

## 車站構造
車站是一座地面車站，設有1面1線的單式月台。此站1條機走線。
從前此站為職員配置站。後來隨著金木至津輕中里之間使用電氣路籤閉塞方式後，此站廢除夜間停泊，同時變為委託車站。
車站大樓內設有售票櫃臺，該處可購買入場票、線內的硬式普通車票與定期票。現時的營業時間為早上11時至下午7時。
站內設有「Super Store」（舊・生協中里店），該商店在2008年5月結業。後來，該處在2012年4月變為了物產販賣設施與交流設施。
曾經津輕中里站設有1面1線的旅客月台、貨物月台、機走線、連接機車車廠的側線。前往旅客月台需要先步行樓梯前往車站大樓才能到達。在車站周邊的建築物包括機車車庫、轉車盤、煤炭供應站、供水塔、泵房、小屋、車站大樓、貨棚、倉庫、站長社宅、農協倉庫和巴士車廠。
但是，在1930年（昭和5年）開始使用的轉車盤在1988年（昭和63年）起暫停使用。
後來，沿線約300個居民組成了「津輕鐵道支持者俱樂部」，透過眾籌籌集了裝修費80萬日圓。在2017年（平成29年）1月起開始眾籌，後來在全國196人共籌集了185.8萬日圓。為了安全，在轉車盤中增設了推桿。該轉車盤在2017年（平成29年）5月21日重開，成為本州最北端的轉車盤。

## 巴士路線
- 弘南巴士（日语：弘南バス）
  - 五所川原 - 中里 - 小泊線（日语：弘南バス五所川原営業所#五所川原 - 小泊線 （中里・市浦庁舎経由）） ： 前往五所川原營業所（日语：弘南バス五所川原営業所）、小泊案內所（日语：弘南バス小泊案内所）

- 事前預約制的士（津輕中里站〜奧津輕今別站）費用為2400日圓。

## 使用狀況
| 1日上下車人次變化 | 1日上下車人次變化 |
| 年度              | 1日平均人次       |
| ----------------- | ----------------- |
| 2011年            | 242               |
| 2012年            | 198               |
| 2013年            | 217               |
| 2014年            | 190               |
| 2015年            | 202               |

## 車站周邊
- 中泊町公所
- 中泊町立中里小學（日语：中泊町立中里小学校）
- 中里郵局
- 青森縣道103號津輕中里停車場線（日语：青森県道103号津軽中里停車場線）

## 相鄰車站
津輕鐵道
津輕鐵道線（部分列車通過此站）
大澤內－深鄉田*－津輕中里
* 部分列車通過深鄉田站。

## 注腳
1. ↑  《五所川原市史 通史編2》(五所川原市，1998年3月31日發行)「第四章 恐慌と戦争の時代・第六編 近代の五所川原」388頁「五 恐慌下の五所川原の交通・図14 津軽鉄道時刻表 昭和5年(1930)」より。
2. ↑  岡山で人気猫「コトラ」、五所川原で統括駅長 青森 （页面存档备份，存于）（日語） - 朝日新聞Digital 2012年4月30日0時38分配信
3. 1 2 3 4  板倉大地. . 朝日新聞 (朝日新聞社). 2017-05-22: 朝刊 青森全県版 （日语）.
4. ↑  《シーナリィ・ガイド》 (p.167)
5. ↑  《シーナリィ・ストラクチャー ガイド 1》 (p.89)
6. 1 2 3  . 河北新報ONLINE NEWS (河北新報社). 2017年5月22日  [2017年5月22日]. （原始内容存档于2017年5月22日） （日语）.
7. ↑  国土数値情報(駅別乗降客数データ)  （页面存档备份，存于）（日語） - 國土交通省，2019年7月4日參閲

## 外部連結
- 津輕鐵道株式會社 各站資訊 （页面存档备份，存于）（日語）